# Neoraja caerulea
Neoraja caerulea är en rockeart som först beskrevs av Stehmann 1976.  Neoraja caerulea ingår i släktet Neoraja och familjen egentliga rockor. IUCN kategoriserar arten globalt som otillräckligt studerad. Inga underarter finns listade i Catalogue of Life.